# Olivier Chassain
Pour les articles homonymes, voir Chassain.
Olivier Chassain est un guitariste français né en 1957 à Paris.

## Biographie
Après s'être initié à la guitare avec Roger Généraux, Olivier Chassain complète sa formation avec Carel Harms. Entré au Conservatoire de Paris en 1977, dans la classe d'Alexandre Lagoya, il obtient en 1982 les premiers prix de guitare, harmonie et contrepoint. Il est en 1988 le premier guitariste non américain à recevoir le premier prix du concours international de la Guitar Foundation of America. Il donne dès lors des concerts en Europe, en Asie, en Afrique, ainsi qu'au Canada et aux États-Unis, où il retourne régulièrement.
Professeur aux conservatoires d'Orléans (1978-1991) et de Bordeaux (depuis 1991), Olivier Chassain a succédé en 1994 à Alexandre Lagoya à la classe de Guitare du CNSMDP,.
Il a composé nombre de partitions pour guitare seule ou avec divers instruments (Arion, Étoiles, De loin en loin), ainsi que des œuvres de musique de chambre et des pièces à caractère pédagogique (Patchwork, Histoire de trains, Orléans memories, Mas Doumy's Circus). Il a créé une œuvre du compositeur Karol Beffa.

## Discographie
- Œuvres pour guitare, CD Frémeaux & Associés, 06/2002

- Eventail - Les maîtres de la guitare espagnole : Isaac Albéniz, Joaquin Rodrigo, Heitor Villa-Lobos, CD Métronome, 01/1999

- Almost a song - Tentos 3 - Preludios epigrammaticos... Hans Werner Henze, Leo Brouwer, Olivier Chassain, CD Métronome, 07/1998

- Concerti d'Antonio Vivaldi - Pour deux mandolines, pour deux trompettes... Jean-Louis Beaumadier, La Follia, CD Calliope, 04/1998